# ジャージー (衣類)

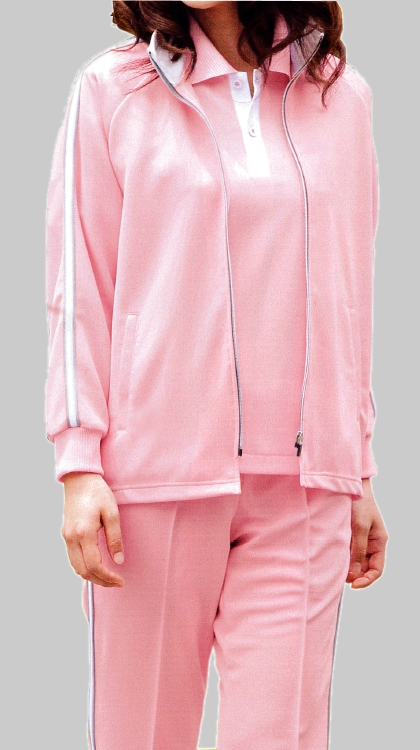
ジャージーの上下セット

ジャージー（jersey）とは、メリヤス生地（天竺生地）の総称。
または天竺生地で作られた衣類、特にトレーニングウェアのことを指す。

## ジャージーの由来
ジャージーという呼び名は、イギリス海峡のチャンネル諸島のうちのジャージー島で17世紀以来つくられてきた漁夫のシャツに由来する。それがアメリカのメリヤス生地の呼び名、およびメリヤス生地で作られた競技用ウェアをジャージーと呼ぶようになった。
例を挙げると、アイスホッケー選手やバスケットボール選手が試合中に着ている、ゼッケンがつけられたシャツがジャージーである。
日本で一般にジャージー又はジャージと呼ばれているトレーニングウェアはトラックスーツ (Tracksuit) と呼ぶ。

## トレーニングウェア

### 学校の体操着・作業着
ジャージーは日本の学校では体育で用いる体操着として用いられるだけでなく、一種の作業着などとしても活用されている。
上下ワンセットになっており、ボトムスを「トレーニングパンツ」、トップスを「トレーニングシャツ」と呼ぶことが多い。略称は「トレパン」「トレシャツ」。
特に学校指定のジャージーの場合、機能面・耐久性が考慮されている。一般に、トップスはファスナーがついており、身体前面で開けられ、着替えやすく体温調節もしやすい。ボトムスは、長ズボンだけの場合もあるが、長ズボンに加えて短パンが用いられている学校もあり、季節に応じて使い分けられている。学校の体操着としてのジャージーに多く用いられるデザインにも様々な種類がある。多く採用されているタイプは、トップスの左右両方の肩から袖、ボトムスの腰から裾まで線（ライン）の入ったものである。
日本では、基本的に学校の体育の授業で用いる。その他に遠足、清掃、野外活動、身体を使う学校行事など、制服では動きにくかったり汚してしまうなどの差しさわりのある様々な場面で生徒に着用させている。また修学旅行や林間学校などの学校行事で宿泊する時の寝巻（パジャマ）としても用いられている。女子生徒では、ブルマーの上から着用されるケースもあり、冬季には防寒着として、制服のスカートの中に着用する例（いわゆる「埴輪」）もある。
場合によっては、上下別々に使用されるケースもある。
単色でサイドに白のラインの入ったジャージーは、芋ジャーと呼ばれることがある。由来は不明だが、えんじ色（サツマイモのような色）のため、イモ（田舎者の略）臭いデザインだからなどの説がある。

### 自衛隊
陸上自衛隊や航空自衛隊では、作業服や戦闘服の上衣にジャージーのトレーニングパンツを穿く、“ジャー戦”と呼ばれる服装が営内で愛用されている。

### 方言
宮城県では、ジャージーのことを「ジャス」と呼ぶ。山梨県では、ジャージーのことを「ジャッシー」と呼ぶ。

## 競技用ウェア

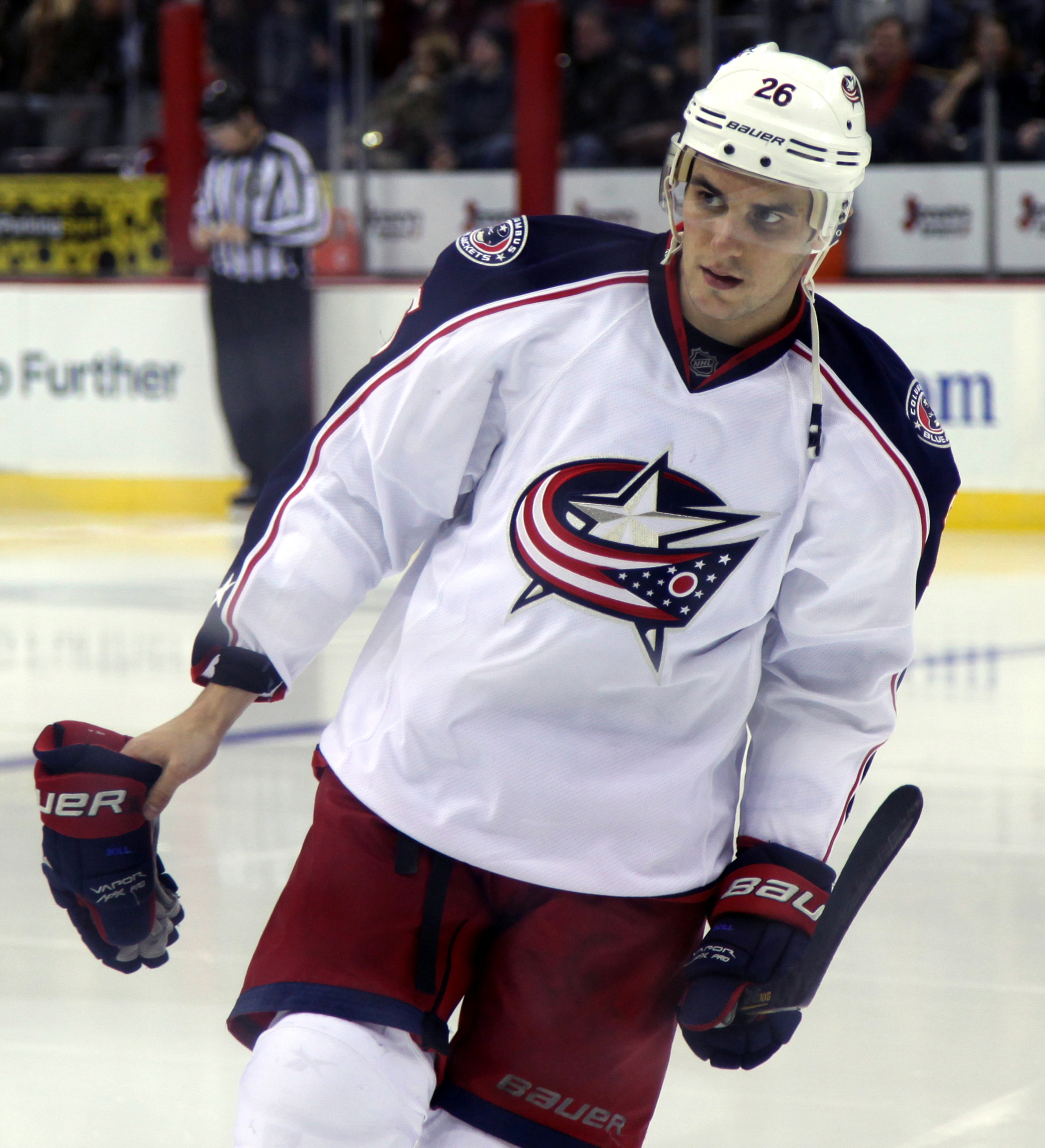
アイスホッケー選手のCorey Tropp

野球、アイスホッケー、バスケットボール、サッカー、ラグビー、自転車競技などの競技で着用するウェアもジャージーと呼ぶ。人気選手が着用しているジャージーと同デザインのレプリカジャージーは人気を博している。特にラグビーでは、ジャージーとユニフォーム（ユニフォームは制服の意であり、ベルトやパンツ、ソックス、付属品などの一式を揃えた状態を指す）の区別をより明確にするため、競技では極力ジャージーと呼ぶようにしている（「黒いジャージーのニュージーランド・オールブラックス」など）。
自転車競技では、レースやシリーズで、その日のスタート時点での首位の選手、あるいは優勝した選手に特別なジャージー（リーダージャージー、チャンピオンジャージー）が与えられ、栄誉となっている。ツール・ド・フランスでの「マイヨ・ジョーヌ」、ジロ・デ・イタリアでの「マリア・ローザ」、ブエルタ・ア・エスパーニャでの「マイヨ・オロ」などが有名である。このほかに世界選手権自転車競技大会の「マイヨ・アルカンシエル」（虹のジャージー）各国の国内選手権優勝者の着用する「ナショナルチャンピオンジャージー」といったチャンピオンジャージーがある。また、マイヨ・アルカンシェルやナショナルチャンピオンの獲得経験者は、地位を失ってもジャージーの袖口や肩口に獲得経験者の証としてパイピングを入れることを許される。

## ファッション

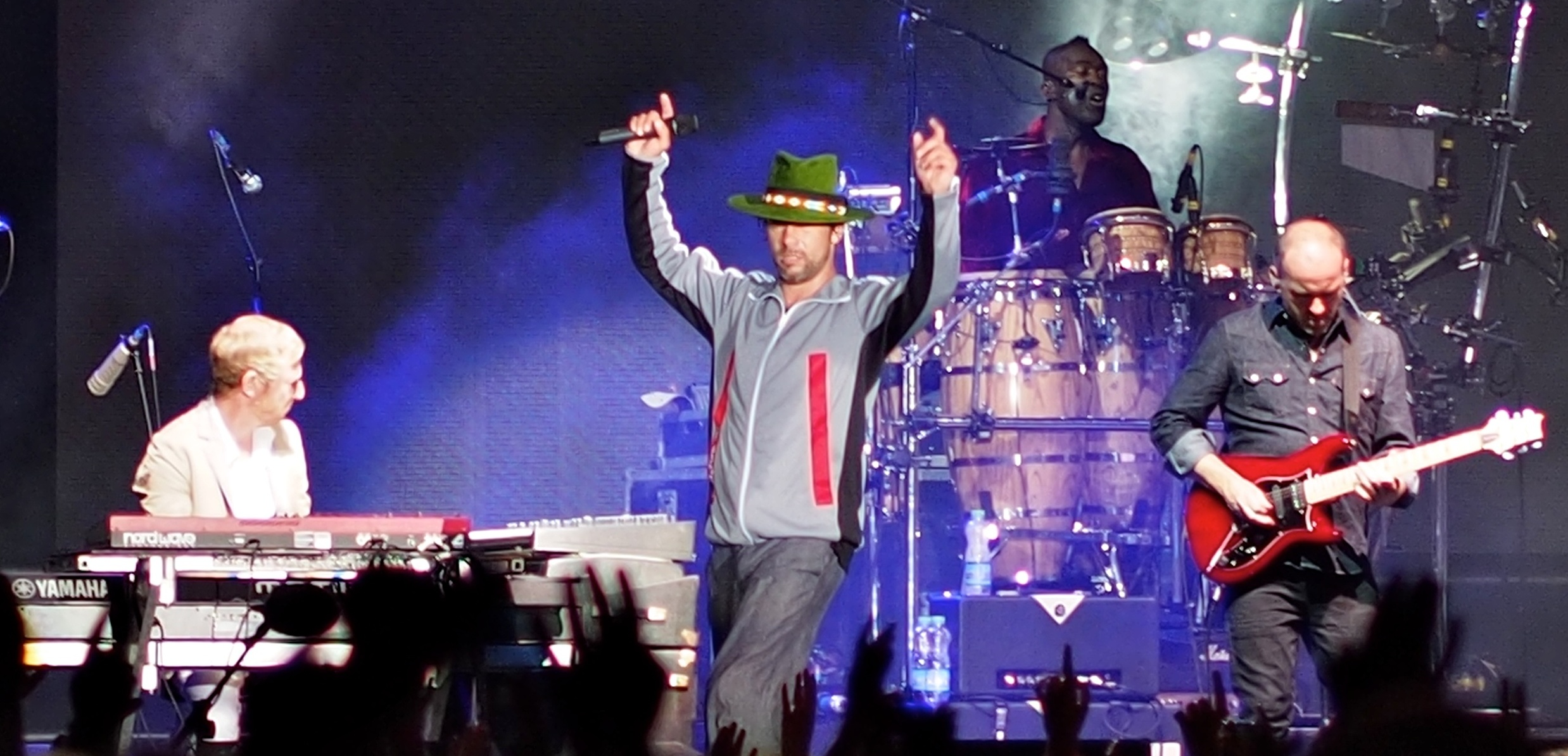
ジャミロクワイ

ジャージーをファッションに取り入れたことで有名なのはRun-D.M.C.、ジャミロクワイ、オアシスといったアーティスト達である。
競技用ウェアの一部ジャージーはシャツと呼ばれることがある。ベースボールシャツ、（アイス）ホッケーシャツなど。
また、未成年（学生）の正装のうちの一種であるとみなされ、夏季には未成年者が葬式や結婚式などの冠婚葬祭に着ていくことが許される。